# Volcom Entertainment
Volcom Entertainment ist ein amerikanisches Plattenlabel mit Sitz in Costa Mesa, Kalifornien. Offiziell wurde das Label im Jahr 1995 im Nachbarort Newport Beach von Ryan Immegart (Sänger und Gitarrist der Band theLine) und Richard Woolcott (Gründer der Firma Volcom Clothing) gegründet. Immegart war der erste von Volcom gesponserte Snowboarder, durch seine Liebe zur Musik und seine Freundschaft zu Woolcott konnte er diesen schließlich davon überzeugen, ein Plattenlabel als Teil der Volcom-Familie zu gründen.
Als eine weltweit bekannte Marke für Lifestyle-Kleidung bot Volcom die perfekte Basis der Surf/Skate/Snowboarding-Gemeinde das selbst betitelte Debüt von theLine vorzustellen. In den folgenden sechs Monaten verkaufte sich das Album trotz unkonventioneller Vermarktung (z. B. Verkauf in Surf/Skate/Snowboard-Geschäften) über 5000 mal. In den folgenden Jahren wuchs das Label sowohl durch konventionelles als auch unkonventionelles Marketing und veröffentlichte Bands wie CKY, Vaux und Pepper. Seit dem Jahr 1997 ist Volcom Entertainment auf der Warped Tour mit einer eigenen Bühne vertreten.
Volcom Entertainment ist Teil der EastWest Records Label-Familie.

## Bands bei Volcom Entertainment
- A Faith Called Chaos
- Another Damn Disappointment
- Arraya
- Arkham
- ASG
- Birds of Avalon
- Con$umer$
- Die Hunns
- Dorothy Sanchez
- Guttermouth
- Kandi Coded
- Pepper
- The Riverboat Gamblers
- Single Frame
- The Goons of Doom
- theLINE
- Totimoshi
- Valient Thorr
- Vaux
- Yearlong Disaster